# La Paz (Colonia)
La Paz conosciuta anche come  Colonia Piamontesa è una località dell'Uruguay, situato nel dipartimento di Colonia. 

## Storia
Il paese fu fondato il 17 ottobre 1858 da Doroteo García e venne popolato da emigranti piemontesi di religione valdese che in principio si erano stabiliti nel dipartimento di Florida. Il nome del paese deriva da una storpiatura di Piemontese. Il territorio della futuro paese venne diviso in 36 isolati e venne assegnato ai coloni.

## Popolazione
La sua popolazione di La Paz  è di 603 abitanti (censimento del 2011). .
| Anno | Abitanti |
| ---- | -------- |
| 1963 | 535      |
| 1975 | 542      |
| 1985 | 544      |
| 1996 | 644      |
| 2004 | 653      |
| 2011 | 603      |

Fonte: Instituto Nacional de Estadística de Uruguay

## Punti di interesse
- Monumento a Doroteo Garcia
- Tempio valdese, la prima chiesa evangelica Valdense in America, consacrata nel 1893
- Puente Negro, è un ponte di legno e ferro che attraversa il fiume Rosario , in Uruguay . Fu il primo ponte stradale in ferro Uruguay , venne aperto nel 1902
- Cappella della Santa Croce, chiesa cattolica cristiana